# Oborová brána Technika

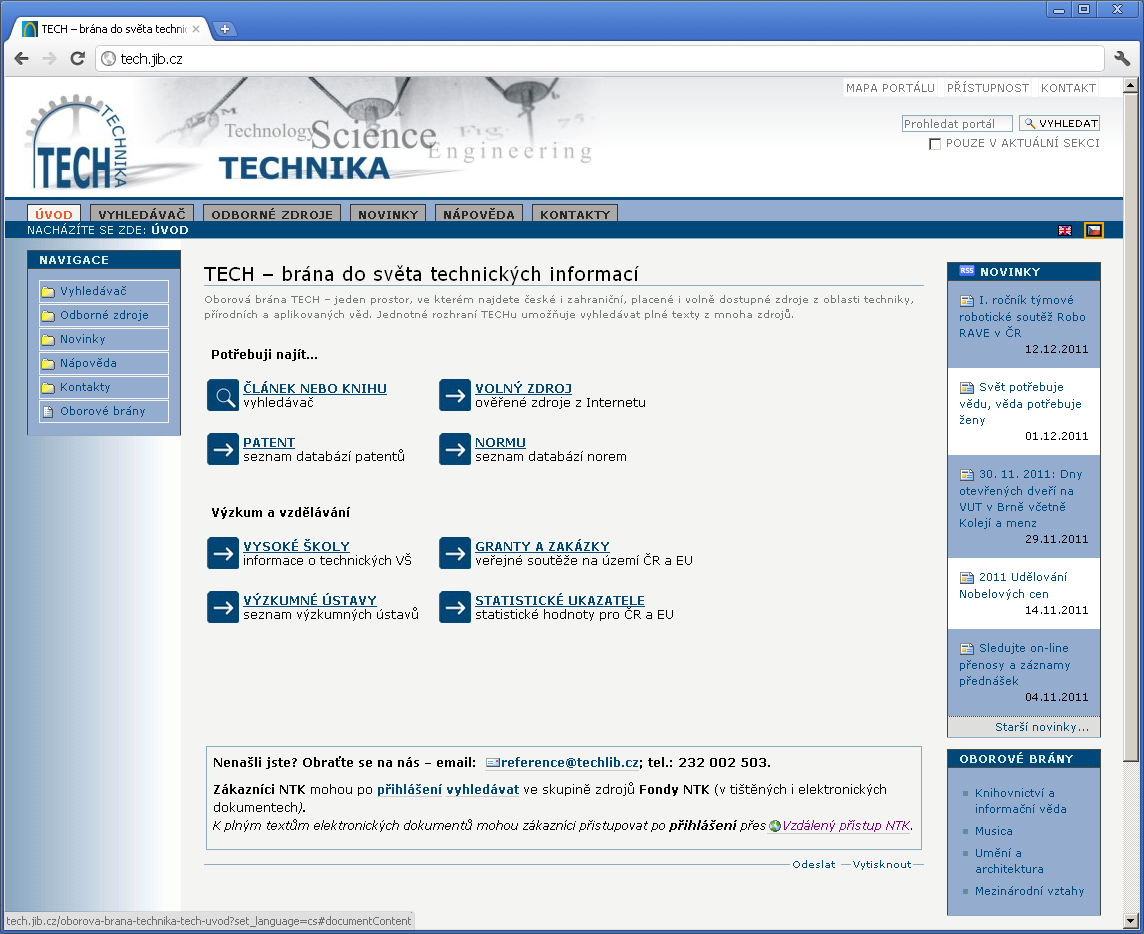
Oborová brána Technika

Oborová brána Technika (TECH, nástupce Portálu STM) je internetový portál nabízející jednotný přístup do českých i zahraničních odborných zdrojů (katalogů knihoven, databází, odborně zaměřených portálů) především z oblasti techniky, přírodních a aplikovaných věd.
Zdroje (katalogy knihoven, databáze, odborně zaměřené portály) jsou rozděleny na volně dostupné a licencované. Volně dostupné zdroje může využívat kdokoliv (katalogy českých i zahraničních knihoven, odborně zaměřené portály či volně přístupné bibliografické i plnotextové databáze). Licencované elektronické zdroje jsou databáze, které jsou až na úroveň plného textu (pokud je příslušná kolekce předplacena) zpřístupněny pouze registrovaným čtenářům Národní technické knihovny.

## Oborová brána TECH – pokrytí
- české i zahraniční zdroje
- články, časopisy, knihy, sborníky, normy, patenty a vysokoškolské práce
- oblast techniky, přírodní vědy a aplikované vědy, lékařství
- volně dostupné databáze, portály, weby
- licencované elektronické databáze
- profesionální zdroje (věda a výzkum, katalogy technických knihoven, normy, patenty, šedá literatura)
- adresář výzkumných ústavů ČR

## Základní funkce
1. Vyhledávač – paralelní prohledávání několika zdrojů současně
2. Databáze Volných odborných zdrojů – více než 250 odborných zdrojů
3. Přehled profesionálních zdrojů – zdroje z oblasti vědy a výzkumu
4. Adresář výzkumných ústavů ČR

## Vyhledávač
Tento modul Oborové brány TECH umožňuje vyhledávat současně v katalozích českých a zahraničních odborných knihoven včetně souborných katalogů, dále v bibliografických a plnotextových databázích, digitálních knihovnách a portálech dostupných prostřednictvím internetu. Toto paralelní (federativní) vyhledávání v několika zdrojích najednou slouží těm uživatelům, kteří by rádi získali ucelenější přehled publikované literatury na dané téma či chtějí získat informaci o dostupnosti publikace.

## Databáze Volných odborných zdrojů
Mezi volně dostupné zdroje patří databáze, portály, elektronické časopisy, e-knihy, webové stránky organizací, encyklopedie a slovníky z oboru techniky, přírodních a aplikovaných věd a lékařství. Všechny zdroje jsou ověřené a volně dostupné on-line, pouze pro přístup k plným textům může být u některých zdrojů vyžadována bezplatná registrace.

## Profesionální zdroje
Profesionální zdroje obsahují přehled klíčových elektronických informačních zdrojů z oboru techniky, přírodních a aplikovaných věd a lékařství. Mezi tyto zdroje patří oblast vědy a výzkumu, normy a patenty, šedá literatura, seznam technických vysokých škol v ČR, granty a zakázky a další.
Profesionální zdroje:
- klíčové profesionální elektronické informační zdroje
- české i zahraniční
- technika, přírodní a aplikované vědy, lékařství
- oblast vědy a výzkumu
- normy a patenty, šedá literatura
- seznam technických vysokých škol v ČR

## Adresář výzkumných ústavů ČR
Tento adresář obsahuje informace o výzkumných ústavech a jiných odborných institucích z ČR, USA a EU.

## O TECHu
Oborová brána Technika (TECH) je součástí projektu Jednotné informační brány (JIB) jako národního portálu pro výzkum a vývoj se záměrem vybudovat oborové informační brány pokrývající celé universum.
Oborová brána využívá vyhledávač Summon pro prohledávání nejrůznějších informačních zdrojů, včetně plnotextových, a dále vyhledávač Metalib pro prohledání katalogů knihoven. Uživatelské rozhraní oborové brány je vytvořeno prostřednictvím redakčního systému Plone. Grafické přizpůsobení i možnost využívat interních funkcí Summonu a MetaLibu jinými systémy je nezávislé na webovém rozhraní. Jednotné vyhledávací rozhraní umožňuje také prohledávat všechny volné zdroje v TECH.
Uživatelům přináší oborová brána jednotné vyhledávací prostředí, které dokáže prohledat mnoho heterogenních zdrojů najednou (ve zdrojích, které to umožňují, nabízí i možnost fulltextového prohledávání). Systém podporuje stahování záznamů, další práci s výsledky a využití navazujících služeb typu SFX.
Vstup do licencovaných zdrojů je zajištěn připojením autentikačního systému podporujícího LDAP (Lightweight Directory Access Protocol). Možnost registrace s sebou přináší i další výhody – personalizace a tím i vytvoření vlastního prostoru uživatele, kde si může vytvářet své skupiny zdrojů, seznamy oblíbených titulů, schraňovat vyhledávací dotazy, ukládat výsledky vyhledávání apod.
Do budoucna bude brána TECH i nadále mapovat informační zdroje z oblasti techniky a aplikovaných přírodních věd, a to v souladu s požadavky na jejich aktuálnost a odbornost. Brána TECH si rovněž klade za cíl vylepšovat funkčnost, obsahovou kvalitu a navazovat formy spolupráce s technicky zaměřenými institucemi.